# Giorgio Gardiol
Giorgio Gardiol (Pinerolo, 25 maggio 1942 – Pinerolo, 19 gennaio 2014) è stato un politico e giornalista italiano.

## Attività politica
È stato consigliere comunale al comune di Pinerolo e consigliere provinciale alla Provincia di Torino. Dopo la fine dell'esperienza di Democrazia Proletaria, si collocò  nell'area verde/ambientalista. Qui Gardiol ricoprì incarichi di coordinamento regionale, e da qui partì la sua candidatura per la Camera: nel 1996 viene eletto deputato con l'Ulivo nel collegio di Settimo Torinese. Al termine del mandato fondò il mensile Il Girasole.
Gardiol era inoltre membro della chiesa valdese; fu anche il primo direttore del settimanale Riforma - L'Eco delle Valli Valdesi.